# Грампианские горы
Грампиа́нские го́ры (гэльск. Am Monadh) — один из трёх главных горных хребтов Шотландии, занимающий юго-восточную часть Шотландского высокогорья. Грампианские горы — самые высокие горы Великобритании.

## Географическая характеристика
В горах находятся две наивысшие вершины Великобритании — Бен-Невис (1344 метра) и Бен-Макдуи (1 309 метров).
Горы состоят из гранита, гнейса, сланца, мрамора и кварцита.
На северо-западе отделены от Северо-западного нагорья узкой долиной Глен-Мор с глубокими узкими озёрами Лох-Несс, Лох-Лохи.
Многочисленные реки спускаются с гор: Несс, Тей, Спей, Ойх, Дон, Ди.

## Достопримечательности
C восточной стороны гор, на побережье находится Замок Данноттар.

## Население
Территория слабо заселена. Города — Обан, Форт-Уильям, Авимор.